# Militarismo (Uruguay)

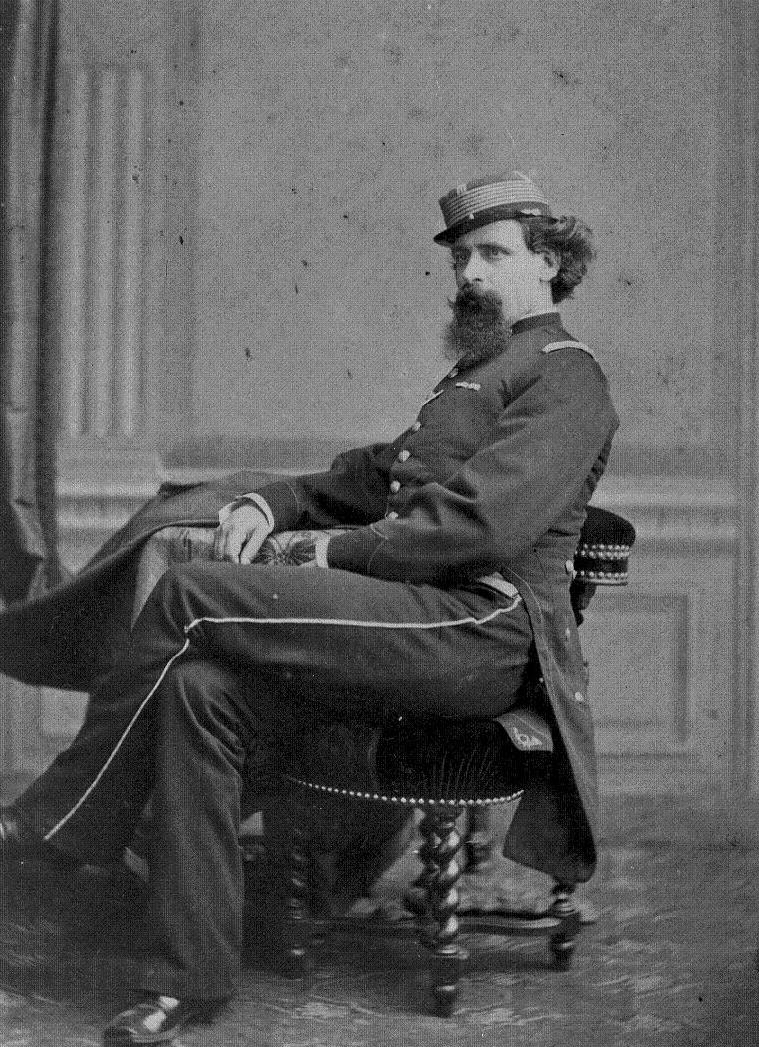
Lorenzo Latorre, uno de los más destacados dirigentes políticos del Militarismo uruguayo.

El Militarismo uruguayo fue un período histórico de 15 años comprendido entre el 22 de enero de 1875 y 1 de marzo de 1890 durante el cual Uruguay estuvo gobernado por militares que basaron su predominio no en los partidos políticos, sino en el Ejército. Dichos gobiernos se caracterizaron por significativos avances en el campo educativo, civil, tecnológico, económico y militar. Abarcó los gobiernos presididos por Pedro Varela (1875 - 1876), Lorenzo Latorre (1876 - 1880), Francisco Antonino Vidal Silva (1880 - 1882 y 1886 - 1886), Máximo Santos (1882 - 1886 y 1886 - 1886), Máximo Tajes (1886 - 1890).

## Características

### Características generales

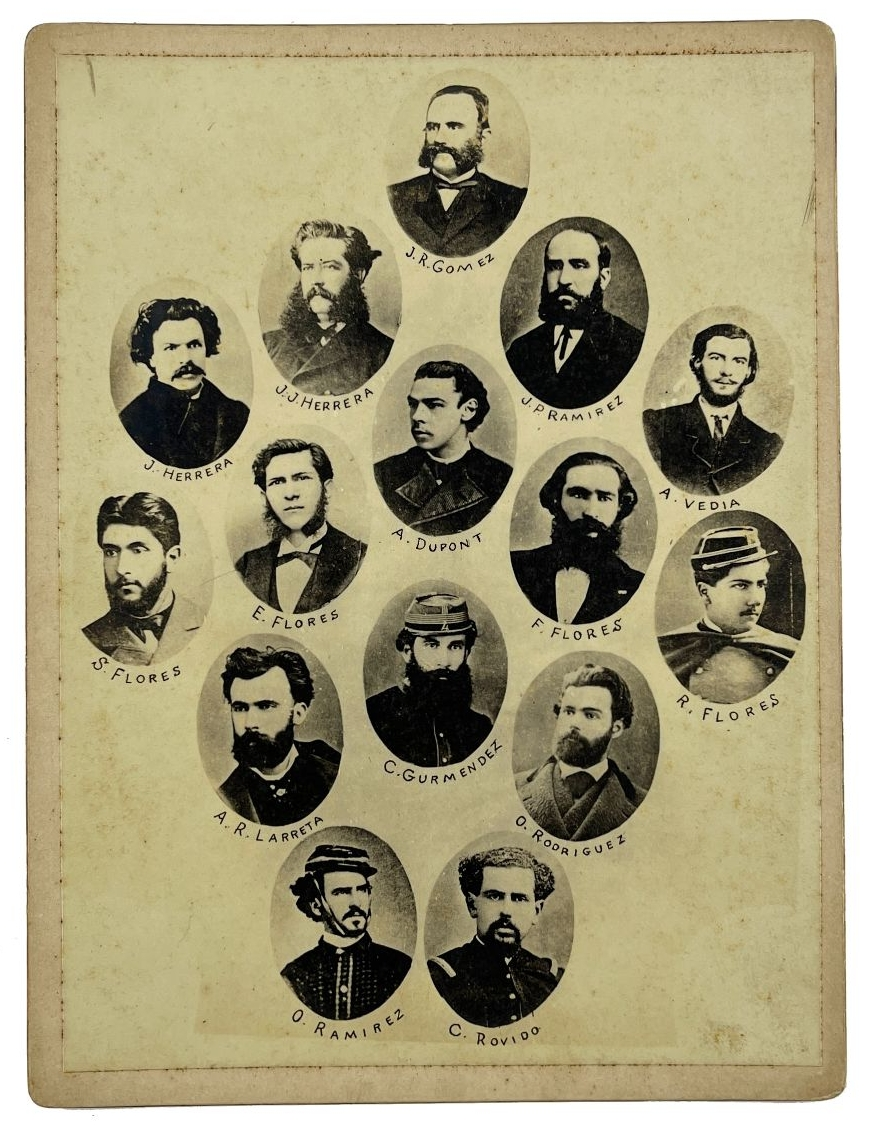
Ciudadanos uruguayos deportados en la barca Puig.

Aunque algunos de estos gobiernos tuvieron pretensiones de institucionalidad, fueron autoritarios y prescindentes de las garantías legales de los ciudadanos –con la relativa excepción del de Tajes, en realidad un gobierno de transición al Civilismo–. Señalan, por un lado, la evolución de un Ejército profesionalizado y con conciencia de tal, a partir de la experiencia de la Guerra de la Triple Alianza contra Paraguay y, por otro lado, la necesidad de emprender reformas estructurales profundas en el país. Hubo un notorio decaimiento de las libertades públicas y numerosos ciudadanos fueron expatriados (en la Barca Puig en 1875, por ejemplo), asesinados o desaparecidos. Pese a ello, los gobiernos militares trataron de mantener siempre una cobertura legal, y la compleja maniobra de Máximo Santos para ser reelecto en 1886 es demostrativa de esa mentalidad.
En 1885 creó un nuevo departamento, el de Flores, y al año siguiente, cuando Francisco 
Antonino Vidal Silva asumió de nuevo la Presidencia, Santos fue elegido senador por Flores. El 24 de mayo de 1886 Vidal renunció, y Santos, como presidente del Senado y de acuerdo a la Constitución, volvió a ser presidente.

## Actitud frente a la Iglesia
Excepcional en la historia de las dictaduras latinoamericanas fue la actitud del militarismo uruguayo frente a la Iglesia católica, pues en el período se continuó el proceso de laicización de la sociedad y se aprobó una reforma de la enseñanza claramente anti confesional. Pese a ello, no fueron radicalmente anticlericales y en el período se creó el Obispado de Montevideo. Los gobiernos militares rompieron transitoriamente la dicotomía entre blancos y colorados, no sólo porque su fuente de sustento estuvo en el Ejército, sino porque fueron combatidos por blancos y colorados “principistas” o liberales, y apoyados por blancos y colorados partidarios de los cambios que implantaron. Aunque todos los gobernantes del período pertenecían al Partido Colorado no ejercían el poder con sentido partidario, y el máximo caudillo de entonces, Timoteo Aparicio, los respaldó sin vacilaciones una vez que tuvo la certeza de que se respetarían las condiciones de la Paz de abril de 1872, que puso fin a la Revolución de las Lanzas (1870 – 1872).

## Logros del período
Los gobiernos militares realizaron profundas reformas en todos los órdenes, que contribuyeron a encauzar al Uruguay en la modernidad: intensificación del alambramiento de los campos, creación de la Policía rural, aprobación de varios códigos, reforma de la enseñanza liderada por José Pedro Varela, estatización del Registro de Estado Civil, apoyo a la industrialización con medidas proteccionistas, fundación del Banco Nacional, etcétera. Estas medidas dieron como resultado que, a fines del Militarismo, se viviera un período de expansión económica gracias al crecimiento de diversos sectores de la economía, entre ellos el financiero (se fundaron 27 nuevos bancos a finales de la década de 1880), el agropecuario (debido a la buena demanda internacional) y la construcción, (fundamentalmente por el aporte de Emilio Reus). Si bien esto culminó abruptamente en la gran crisis financiera de 1890 (el crac bursátil de Londres) para esa época el militarismo ya había finalizado. Además se procuró reforzar el sentimiento nacionalista, se definió a José Gervasio Artigas como el héroe nacional y se devolvieron los trofeos obtenidos durante la guerra a Paraguay. 

Antes de su gobierno, un hombre con 20 pesos no podía cruzar el Mansavillagra, porque lo mataban las gavillas de matreros. No había paso seguro en todo el país. Gente sola no se animaba a pasar. Vino Latorre y al poco tiempo cualquiera podía transitar con el cinto lleno de oro. Teníamos ya, cuando menos, una garantía de vida, lo que no era poco.
Carta del estanciero Artagaveytía a Juan José de Arteaga.

## Intentos de regresar a la legalidad

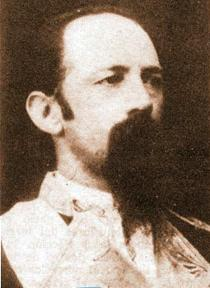
Máximo Santos fue herido de un balazo en la cara por el teniente Gregorio Ortiz, lo que motivó su renuncia.

En esos años, atípicamente la vida intelectual se desarrolló con escasas trabas. Sin embargo, eso no logró que los intelectuales y los políticos se olvidaran que estaban viviendo un período dictatorial, y procuraron regresar a la legalidad desde el inicio mismo del período, ya sea con atentados o rebeliones. Durante el período, los partidos políticos se reorganizaron y fortalecieron para lograr dicho fin que regiría posteriormente. Hubo dos grandes intentos revolucionarios de terminar con el militarismo: La Revolución Tricolor (marzo – diciembre de 1875) y la Revolución del Quebracho (marzo de 1886). Sin embargo, ambos fracasaron. Otros, como el de Máximo Layera (1885), apenas pasaron el nivel de la conspiración. Había una fuerte guardia militar, por lo que tenía escasas posibilidades de salir con vida. Cuando Santos salió, le disparó en la cara, a quemarropa, con un revólver Bulldog de 12 milímetros. La bala le entró por una mejilla y le salió por la otra, provocando heridas graves pero no mortales. Gregorio Ortiz huyó corriendo de inmediato, seguido de cerca por varios militares. Disparó contra uno de sus perseguidores mientras corría por la calle Piedras hacia Treinta y Tres (Ciudad Vieja), esquina en la que se suponía que un carruaje o un caballo que lo esperaba para escapar; pero no había nadie en espera (otras versiones sugieren que sí se encontraba alguien con un caballo, pero Ortiz, en la tensión del momento, no lo vio). Considerándose perdido, el mismo, se apuntó en la sien derecha y se mató. Los efectos del atentado fueron de gran importancia: Santos sobrevivió pero quedó disminuido y desmoralizado. Llamó a un “gabinete de conciliación”, paso previo a su renuncia, y el clima político uruguayo cambió de manera preferencial del Gobierno brasileño.

## Transición al Civilismo

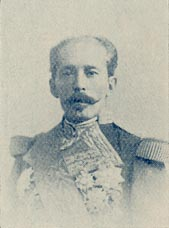
Máximo Tajes fue el último presidente del Militarismo, y encauzó al Uruguay en su transición al Civilismo.

Los cuatro años de gobierno de Máximo Tajes, fueron, como se ha dicho, de transición, y se centraron en la acción de Julio Herrera y Obes, ministro de Gobierno, que condujo el proceso para el retorno de los civiles al poder. Ese argumento es discutible, ya que Herrera y Obes procuró el regreso al poder de civiles afines al coloradismo, lo que derivó en la Revolución de 1897. La ruptura definitiva entre Tajes y Santos culminó cuando el primero firmó el decreto de extrañamiento, por el cual a Santos se le prohibió el ingreso al país, en enero de 1887. La disposición había sido previamente aprobada por la Cámara de Diputados por 16 votos contra 15, lo que evidencia la fuerza política que aún poseía el exmandatario. La medida era anticonstitucional, máxime cuando Santos era aún senador, pero se le aplicó rigurosamente. Tajes también dispuso, por influencia de Herrera y Obes, el destierro de Latorre, quien en agosto del mismo año había regresado al país; sin embargo pocos días después autorizó su regreso por 24 horas en cuestión del fallecimiento de su esposa, Valentina González. Durante la presidencia de Tajes los partidos políticos se reorganizaron y consolidaron: el 27 de marzo de 1887 se realizó la asamblea cívica fundadora del Partido Nacional; el 19 de abril el Partido Colorado en pleno, superadas las luchas intestinas, organizó un desfile en Montevideo conmemorando el aniversario del inicio en 1863 de la revolución de Venancio Flores; el 25 de marzo el Partido Constitucional se relanzó y reorganizó, y el 28 del mismo mes se efectuó una asamblea de personalidades católicas –Joaquín Requena, Juan Zorrilla de San Martín, Francisco Bauzá, etcétera–.

Se lo agradecemos; ingobernable sí, para el cuchillo, para el dogal, para la leva, para el cuartel, para la dictadura. ¡Salve al país que cansa a sus tiranos!
Carlos Roxlo, político del Partido Nacional.

## Juicio histórico
El militarismo ha sido juzgado contradictoriamente según la posición ideológica y política de los historiadores; los liberales, muy en particular los colorados, han puesto énfasis en la prepotencia avasalladora de los derechos individuales, en las numerosas muertes y desapariciones y en la corrupción de algunos jerarcas (Santos el principal) para considerar el período como una época negra de la historia uruguaya.  Los historiadores nacionalistas, en cambio, y algunos destacados investigadores de la izquierda política, han subrayado las grandes realizaciones en todos los campos para sostener que el Uruguay moderno no puede entenderse sin esos quince años durante los cuales se acentuó el proceso hacia la muerte del país pastoril y del tipo de vida gauchesco y se sentaron las bases del acelerado proceso de las décadas siguientes.